# Moto Guzzi Le Mans
La Moto Guzzi Le Mans è una moto sportiva prodotta dal 1976 dalla Moto Guzzi. Il suo nome deriva dalla gara di moto endurance 24 Ore di Le Mans, in Francia.
L'originale 850 Le Mans è stata una café racer con semimanubri e un cupolino "bikini", ma i modelli successivi sono stati sviluppati come moto da turismo sportivo con una carenatura di tre quarti. Grande successo di vendite, la Le Mans ha gareggiato contro le altre italiane Ducati e Laverda. La Le Mans è stata sviluppata in diversi modelli successivi, fino al 1993.

## Prototipo
Nel 1972 la Moto Guzzi sviluppò un prototipo di moto dotato del telaio scomponibile della V7 Sport e dello stesso motore con alcune modifiche. La cilindrata fu portata a 843,6 cm³ (83x78 mm) e furono impiegati due carburatori Dell'Orto PHM da 40 mm con pompa di ripresa e cornetto d'aspirazione. Il prototipo così concepito aveva a disposizione 82 CV a 7.500 giri. Sulla stessa moto veniva sperimentato anche il sistema frenante sviluppato da Brembo a freni collegati: il pedale azionava il disco posteriore e il disco anteriore sinistro mentre la leva al manubrio azionava autonomamente il disco anteriore destro.

## 850 Le Mans (1976 - 1978)

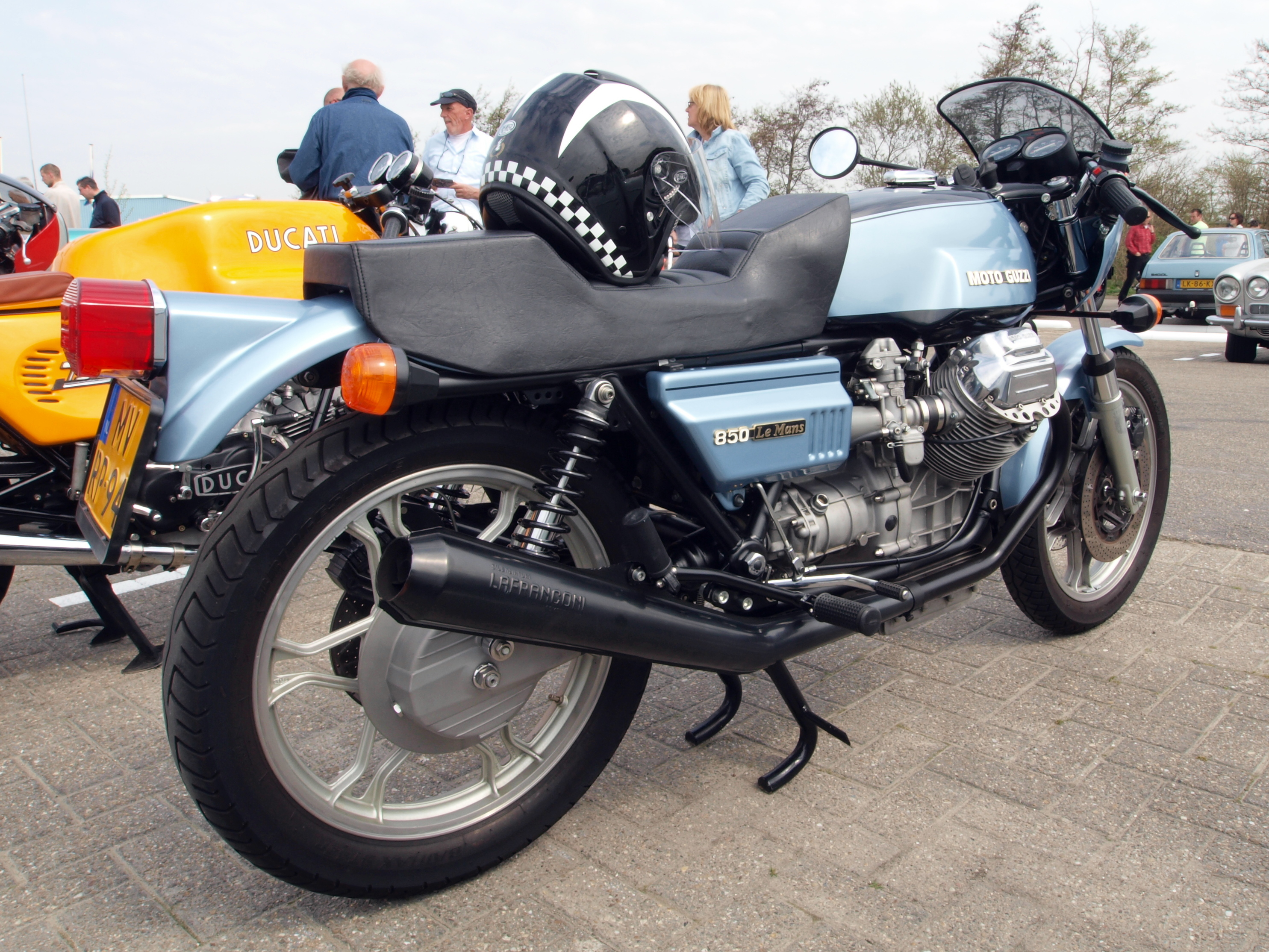
Moto Guzzi 850 Le Mans del 1976

La Le Mans 850, spesso impropriamente chiamata Le Mans 1 o Le Mans Mark I per distinguerla dalle serie successive, fu la moto di serie derivata dal prototipo del 1972, il misterioso modello VB dotato di semicarenatura fissa e ruote a raggi. Per la versione di serie fu mantenuto il telaio progettato da Lino Tonti ma la potenza erogata era stata ridotta a 71 CV, che comunque permettevano alla moto di raggiungere una velocità massima di 210 km/h. Presentata insieme alla 750 S3 al Salone di Milano nel novembre del 1975  come base stradale per competizioni per derivate di serie (e per questo inizialmente prevista in tiratura limitata a qualche centinaio di esemplari), la moto riscosse un immediato successo, con ordini direttamente al salone di oltre 500 pezzi. Fu quindi messa in vera produzione di serie all'inizio del 1976, quando si approntarono attrezzature e forniture adeguate (i primi esemplari avevano parafanghi e cupolino in fibra di vetro).  Rispetto alla sua sorella California T3, la Le Mans aveva un maggiore rapporto di compressione, valvole più grandi, e carburatori Dell'Orto da 36 millimetri anziché 30, ammortizzatore di sterzo e cerchi in lega con dischi anteriori bimetallici (piste in ghisa forate e mozzi in alluminio).
La moto ha avuto due serie di produzione con lievi modifiche che vennero apportate progressivamente. La prima serie, di circa 2.000 esemplari, durò fino al settembre 1976 e si distingue principalmente per il fanale posteriore rotondo modello 9350 prodotto dalla CEV ed una sella denominata 1 posto e mezzo che aveva la caratteristica di rompersi quasi subito e che veniva sostituita in garanzia con una sella a due posti. La serie 2 aveva il fanale posteriore modello 211 prodotto sempre dalla CEV ed introdotto nel periodo di De Tomaso per trovare sinergie anche con i modelli Benelli, un parafango posteriore modificato per ospitare il nuovo fanale di forma rettangolare, ed usciva dalla fabbrica con la sella due posti che  era costituito da un unico pezzo di schiuma a stampo. La maggior parte delle Le Mans 850 erano rosse e nere, ma alcune erano blu metallizzato e poche erano bianche.
La casa mise in vendita un kit per competizione che prevedeva un nuovo scarico aperto a tromboncino con collettori da 40mm in luogo dei collettori da 38mm dello scarico di serie, una coppia di carburatori Dell'Orto PHM40, un albero a camme denominato B10 dal profilo più spinto. Erano disponibili anche diverse coppie coniche finali con diversi rapporti ed un cambio a denti dritti. Con il kit la Casa dichiarava una velocità massima di 240 km/h. Era previsto anche un serbatoio maggiorato da 24 litri, che però non venne mai messo in produzione.

## 850 Le Mans II (1978 - 1981)

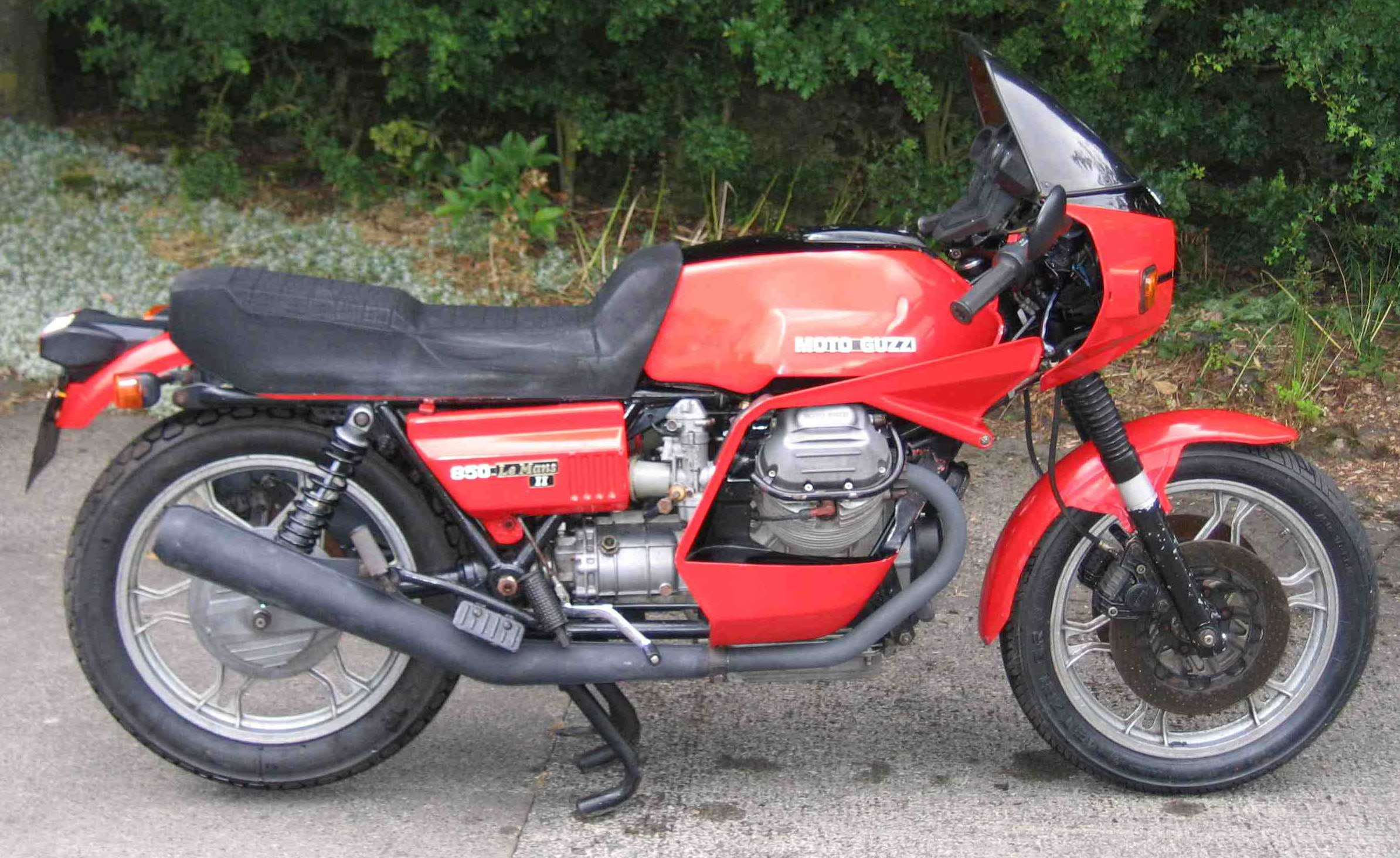
Moto Guzzi 850 Le Mans II del 1978

La seconda Le Mans era simile alla prima, ma il piccolo cupolino 'bikini" è diventato una grande semicarenatura con le frecce incorporate. La carenatura fu sperimentata nella galleria del vento della Moto Guzzi (che era stata utilizzata per testare le carenature delle moto da corsa dagli anni '50) ed era formata da 4 elementi: le 2 semicarene intorno al motore, un cupolino fissato alla forcella ed un parabrezza. Al centro aveva un faro rettangolare.
Il nuovo "vestito" da sport tourer comprometteva la velocità di punta della moto e per questo venne aumentato il getto del massimo del carburatore e l'interno dei cilindri fu rivestito con procedimento nichel-silicio brevettato "Nigusil" (nichel-Guzzi-silicio) per aumentarne la resistenza all'usura.
Anche in questa configurazione la moto risultava comunque più lenta della precedente e i consumi risultavano leggermente maggiori. Le pinze dei freni anteriori, precedentemente montati sulla parte anteriore alle forcelle, furono montati sulla parte posteriore e venne adottato il sistema Brembo a freni collegati già impiegato sul prototipo. Ulteriori modifiche includevano un quadro strumenti rivisto con 4 strumenti e 8 spie derivato dalla 1000cc SP,  nuovi comandi elettrici sul manubrio, incluso il comando per le quattro frecce d'emergenza, con pulsanti di diversi colori.

## 850 Le Mans III (1981 - 1985)
Per questo modello il serbatoio venne aumentato fino alla capacità di 25 litri (prima era di 22) e le carene e il cupolino furono ridotti. Anche il quadro strumenti è stato ridotto a tre strumenti con un al centro un grande contagiri bianco Veglia. Furono riprogettate le testate, le alette di raffreddamento dei cilindri furono squadrate. Le aste di distribuzione furono spostate lateralmente in vista di futuri aumenti di cilindrata. Furono rivisti carburatore e scarichi in modo da dare al motore un miglioramento in termini di potenza e coppia. Il telaio fu modificato per ospitare un sistema di depurazione dei vapori dell'olio, che rese la Guzzi la prima casa italiana a rispettare i limiti anti inquinamento americani. Piccole modifiche sono state apportate alla sospensione posteriore e alle forcelle anteriori.

## Le Mans 1000 (1984–1993)

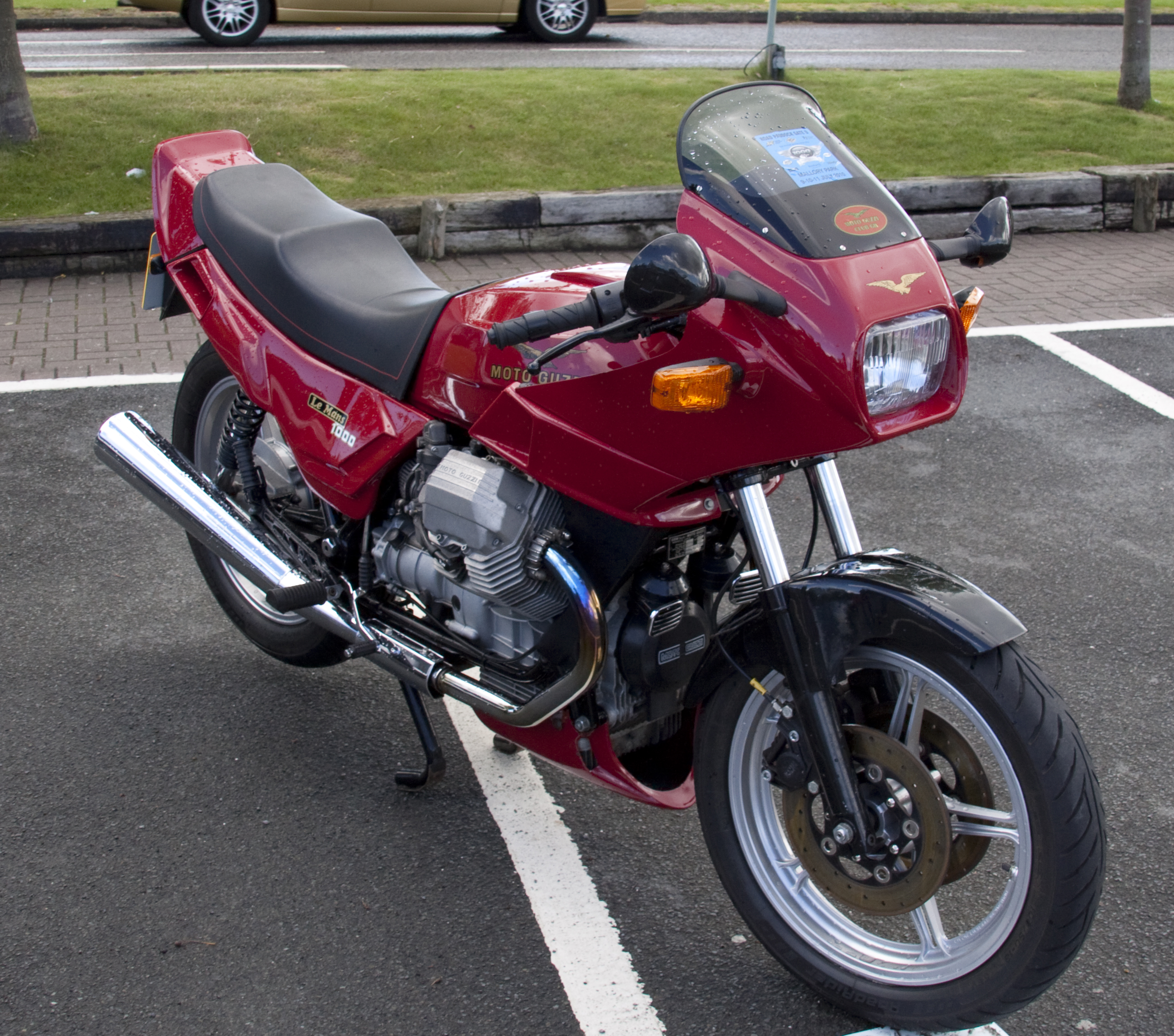
Moto Guzzi Le Mans 1000 del 1987 con cerchio anteriore da 18

La versione da un litro della Le Mans fu lanciata alla fine del 1984 e fu prodotta con piccole modifiche fino al 1993. La Le Mans 1000 aveva un motore di 949 cm³ con carburatori maggiorati da 40 mm B10 e un albero a camme di derivazione corse.
Lo stesso De Tomaso scelse una ruota anteriore da 16 pollici e invece di ridisegnare il telaio per incorporare una ruota anteriore più piccola, la Guzzi montò semplicemente la ruota più piccola nel telaio esistente (che era stato progettato per ruote da 18 pollici) senza riconfigurarne la geometria. Furono adottate forcelle più resistenti e dischi più piccoli (da 270 mm) semi-flottanti. La nuova moto era quindi di dimensioni più grandi delle precedenti ma le performance erano di poco migliori. Una versione con ruota da 18 pollici fu disponibile dal 1987 ma in questa fase la Le Mans faticò a competere con le giapponesi da quattro cilindri e la popolarità della serie Le Mans arrivò ai suoi minimi storici.

## Corse
Un prototipo del 1973 arrivò 4° nella gara di 24 ore sul circuito di Montjuïc a Barcellona. Nel 1977 Roy Armstrong ha vinto il campionato Avon in Gran Bretagna su una moto di serie dotata di kit di gara, e ha avuto discreti successi nel campionato AMA Superbike negli Stati Uniti.